# 藤村潔
藤村潔（ふじむら きよし、1922年3月2日- 2014年10月8日）は、国文学者、藤女子大学名誉教授。
1945年京城帝国大学法文学部卒、43年学徒出陣し、敗戦でソ連に抑留され、1950年帰国。香川県で高校教師ののち、藤女子大学教授。教え子に中島みゆきがいる。専門は中古物語、特に『源氏物語』。日向一雅と『源氏物語』の主題について論争を行った。

## 著書
- 『源氏物語宇治十帖の研究』上田書店、1956年
- 『源氏物語の構造 第1』桜楓社、1966年
- 『源氏物語の構造 第2』赤尾照文堂、1971年
- 『古代物語研究序説』笠間書院 笠間叢書、1977年
- 『源氏物語の研究』桜楓社、1980年
- 『源氏学序説』笠間書院 笠間叢書、1987年

共著
- 『源氏物語主題論争 鶍の嘴』大朝雄二共著、笠間書院 笠間叢書、1989年

## 参考
- 抑留を耐えた宇治十帖「朝日新聞」
- 『源氏学序説』著者紹介